# Diario Las Américas
Diario Las Américas es el primer periódico en español fundado en el sur de la Florida, segundo más antiguo de Estados Unidos dedicado a los lectores de habla hispana, después de La Opinión, en Los Ángeles.
Su primer ejemplar circuló 4 de julio de 1953, bajo la dirección de sus fundadores, los hermanos de origen nicaragüense Horacio y Francisco Aguirre Baca. 
Diario Las Américas ha sido miembro activo de la Sociedad Interamericana de Prensa (SIP) desde su fundación.
Comenzó siendo un periódico vespertino con circulación de martes a domingo. Su horario de cierre era el mediodía porque los ejemplares se enviaban vía aérea a diferentes ciudades de Estados Unidos y Latinoamérica en las que se distribuía a suscritores, oficinas de gobierno y sedes diplomáticas, en las primeras horas de la mañana del siguiente día.
En junio del 2006, se inauguró su sitio web en Internet, para ello se alió con "Hispanic Digital Network" quien se encargó de diseñarlo y activarlo.
Al cierre del año 2012 el diario fue adquirido por el Grupo Mezerhane, cuyo presidente es el empresario de origen venezolano, Nelson J. Mezerhane G. Tras el inicio de esta nueva etapa, el periodista español Manuel Aguilera, asumió la dirección editorial. 
Bajo la gerencia del grupo Mezerhane, durante el primer año de esta nueva etapa, Diario Las Américas fue objeto de un rediseño gráfico, el  primero de una reestructuración de imagen total que derivó en el formato actual, tabloide 11’’15’’ que contiene de 32, 40 a 48 páginas, todas a color.
Desde mayo de 2013 cambió su horario de cierre, pasó a ser matutino, con publicación los siete días de la semana. En esta etapa se incorporaron a la redacción nuevos reporteros y una red de colaboradores en América Latina y Europa. 
El 1 de julio de 2015 el periodista de origen cubano Osmín Martínez asumió la dirección del periódico frente al cual permaneció hasta octubre de 2019.
En la medida que los medios de comunicación comenzaron a expandir sus operaciones hacia las plataformas digitales, Diario Las Américas fue adecuando la frecuencia de circulación de sus ejemplares impresos. Primero, tenía ediciones impresas tres veces por semana, lunes, miércoles y viernes. 
Desde 2018, como parte de los cambios estratégicos adoptados, Diario Las Américas comenzó a circular cada sábado con formato de semanario. Actualmente, la edición semanal impresa circula cada viernes en todos los puntos de venta de Miami-Dade y la zona sur del condado Broward.
En noviembre de 2019, la periodista de origen cubano Iliana Lavastida fue nombrada directora ejecutiva de Diario Las Américas.

## Gerencia
La gerencia de Diario Las Américas está integrada por Mashud Mezerhane y Jorge Daall, vicepresidentes de Operaciones; Aquiles Presilla,director de Operaciones; Alberto Vethencourth, director de Finanzas; Ana Bringas, directora de Publicidad; Isadora Gaviria, directora de Mercadeo y Camilo Aguiar, gerente de distribución de Contenidos Digitales.

## Redacción
La mesa de redacción de Diario Las Américas la completan como managing editor, Jesús Hernández y como editor jefe de estrategia digital, Ricardo Moreno. El personal de redactores y reporteros lo integran Elkis Bejarano, Grethel Delgado, Judith Flores, Wilma Hernández, Daniel Castropé, César Menéndez, Leonardo Morales y la fotorreportera  Sureidy Rodríguez.
El área de diseño gráfico, encabezada por Lucía Cerboni, la integra además José Juan Blanco. 
El presentador de noticias es Lieter Ledesma y el realizador de espacios audiovisuales es Iván Pedraza.
El diario opera como un medio multiplataforma: mediante su página web y en redes sociales, así como a través de sus ediciones impresas.

## Columnistas
Diario Las Américas cuenta entre sus colaboradores como columnistas con Asdrúbal Aguiar, Jaime Bayly,  Edgar C. Otálvora, Remedios Díaz Oliver, Carlos Sánchez Berzain, Luis Leonel León, Oscar Elías Biscet, Orlando Gutiérrez Boronat, Orlando Viera Blanco, Ibéyise Pacheco y Rolando Montoya, entre otros.

## Distribución
Circula cada viernes con una edición impresa semanal. Además extiende su operación digital hacia una amplia y variada plataforma desplegada en su página en internet ww.diariolasamericas.com y redes sociales. Sus lectores son hispanos, mayoritariamente de origen cubano, nicaragüense, venezolano y colombiano. Diario Las Américas mantiene subscriptores en otras regiones de Florida y Estados Unidos.

## Secciones
- El Tema de la Semana
- Florida
- América Latina
- Cuba
- Venezuela
- Voces de Venezuela
- Estados Unidos
- Mundo
- Dinero
- Salud
- Turismo
- Estilo y Sociedad
- Vida y Artes
- Deportes
- Tribuna Abierta
- Clasificados

## Espacios digitales
- Noticiero en 90 segundos
- En consulta con el Doctor Misael
- La buena noticia
- Cartelera cultural semanal
- Crónicas de Facundo
- Revelando Cuba
- Hablemos de Inmigración
- Espacio de entrevistas Un Café con Camila
- Espacio de entrevistas Juan Juan al Medio
- Noticiero Resumen Semanal
- Cápsula informativa semanal

## Sede
Su sede se encuentra en el distrito financiero de Miami, en el 888 Brickell Avenue. 5th Floor, Miami, FL 33131, Estados Unidos.